# Chambost-Longessaigne
Chambost-Longessaigne is een gemeente in het Franse departement Rhône (regio Auvergne-Rhône-Alpes) en telt 714 inwoners (1999). De plaats maakt deel uit van het arrondissement Lyon.

## Geografie
De oppervlakte van Chambost-Longessaigne bedraagt 15,4 km², de bevolkingsdichtheid is 46,4 inwoners per km².
De onderstaande kaart toont de ligging van Chambost-Longessaigne met de belangrijkste infrastructuur en aangrenzende gemeenten.

## Demografie
Onderstaande figuur toont het verloop van het inwonertal (bron: INSEE-tellingen).